# Igrzyska Małych Państw Europy 1985

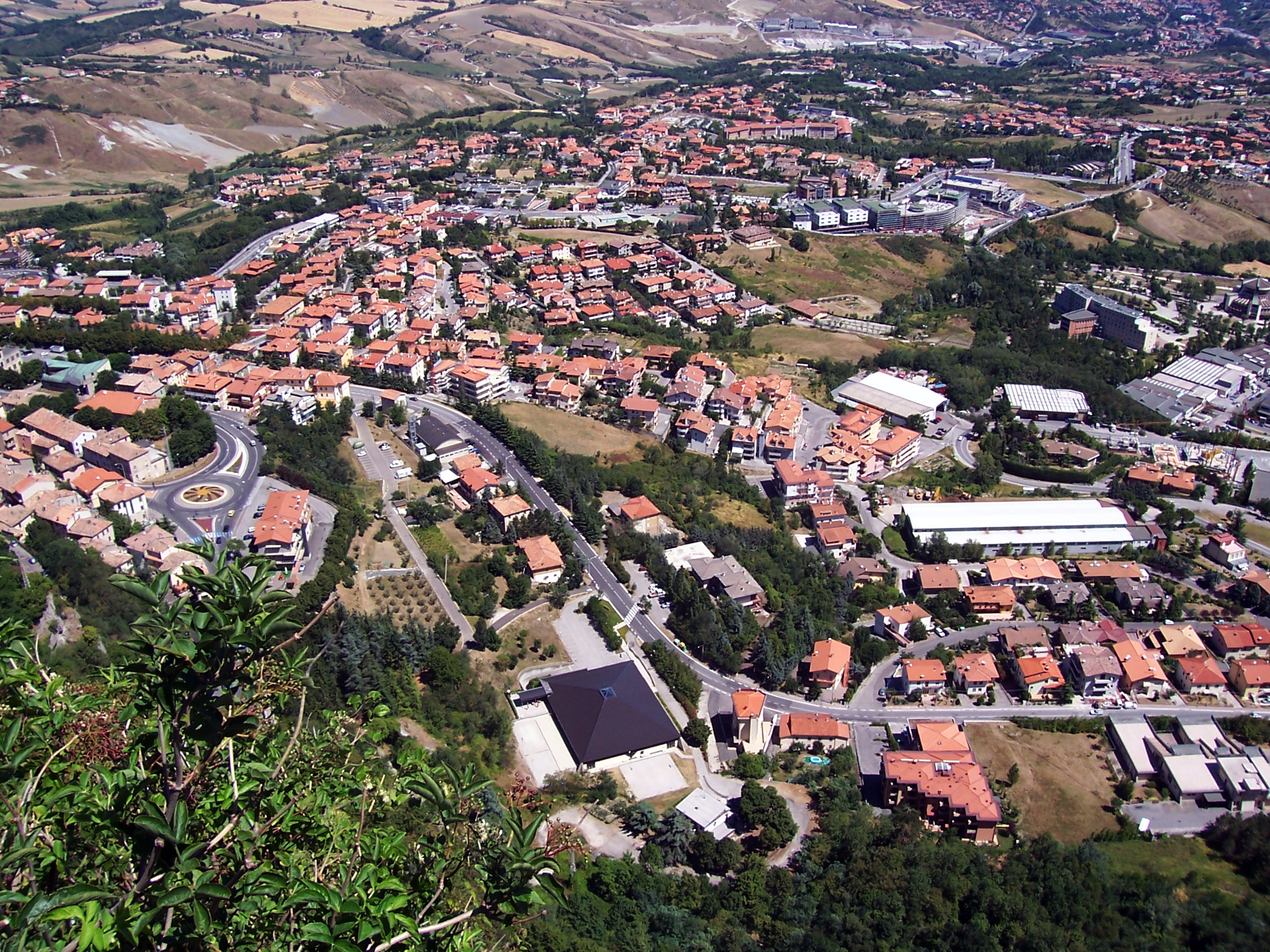
Gospodarzem igrzysk było San Marino

1. Igrzyska Małych Państw Europy – pierwsza w historii edycja igrzysk małych krajów została zorganizowana w San Marino. Impreza odbyła się między 23, a 26 maja 1985 roku. W zawodach wzięło udział 222 sportowców, którzy rywalizowali w 8 dyscyplinach. 

## Klasyfikacja medalowa
| Klasyfikacja medalowa | Klasyfikacja medalowa | Klasyfikacja medalowa | Klasyfikacja medalowa | Klasyfikacja medalowa | Klasyfikacja medalowa |
| --------------------- | --------------------- | --------------------- | --------------------- | --------------------- | --------------------- |
| Miejsce               | Kraj                  | Złoto                 | Srebro                | Brąz                  | Razem                 |
| 1                     | Islandia              | 21                    | 7                     | 4                     | 32                    |
| 2                     | Cypr                  | 15                    | 8                     | 9                     | 32                    |
| 3                     | Luksemburg            | 11                    | 23                    | 18                    | 52                    |
| 4                     | San Marino            | 2                     | 11                    | 11                    | 24                    |
| 5                     | Andora                | 0                     | 0                     | 4                     | 4                     |
| 6                     | Liechtenstein         | 0                     | 0                     | 4                     | 4                     |
| 7                     | Monako                | 0                     | 0                     | 2                     | 2                     |
| 8                     | Malta                 | 0                     | 0                     | 1                     | 1                     |